# 花岡駅 (三重県)
花岡駅（はなおかえき）は、かつて、三重県松阪市駅部田町にあった駅（廃駅）である。伊勢電気鉄道（のちに参宮急行電鉄、関西急行鉄道）と三重電気鉄道松阪線が交差する地点に設けられていた。
市街地の外れに位置し、廃止時には周辺は田園地帯で、民家が点在する状態であったが、現在は市街化が進んでいる。

## 駅概要
もともと、三重交通の前身である松阪軽便鉄道が松阪駅と大石駅の間を開業させた際は設けられていなかった停車場であったが、伊勢電気鉄道が新松阪駅と大神宮前駅間を開業させた際、両線の接続駅として設置された。伊勢電は高架線であり、相対式ホーム2面2線の配置だったのに対し、松阪軽便鉄道のそれは停留場として扱われ、単式ホームがあるだけであった。
戦中、現在の近鉄山田線との並行を理由に新松阪と大神宮前を結ぶ線路は撤去され、松阪線だけの停車場となる。廃止時には小ぶりな木造の駅舎が存在していた。
松阪線は1964年に廃止されるが、廃止後しばらく経つまで伊勢電線の乗り越え橋脚が残されていた。しかし、現在は痕跡をとどめない。

## 隣の駅
関西急行鉄道
伊勢線
新松阪駅 - 花岡駅 - 徳和駅
三重交通
松阪線
茶与町駅 - 花岡駅 - 駅部田駅